# ヘイスティ・プディング賞マン・オブ・ザ・イヤー
ヘイスティ・プディング賞マン・オブ・ザ・イヤー (英語: Hasty Pudding Man of the Year) は、毎年ハーバード大学のヘイスティ・プディング・シアトリカルズにより与えられる賞。1967年からプディングのメンバーからエンターテイメント界で恒久的で印象的な貢献を行なったパフォーマーに授与されている。
伝統的に受賞者はプディングの公演開幕前夜にハーバード・スクエアで行われる様々なイベントに招待される。歴史的なハーバード・ヤードをツアーし、プディングのメンバーたちと共にディナーをとり、軽いスピーチを行なう。
受賞者を以下に示す。

## マン・オブ・ザ・イヤー受賞者
- 1967年 – ボブ・ホープ
- 1968年 – ポール・ニューマン
- 1969年 – ビル・コスビー
- 1970年 – ロバート・レッドフォード
- 1971年 – ジェームズ・ステュアート
- 1972年 – ダスティン・ホフマン
- 1973年 – ジャック・レモン
- 1974年 – ピーター・フォーク
- 1975年 – ウォーレン・ベイティ
- 1976年 – ロバート・ブレイク
- 1977年 – ジョニー・カーソン
- 1978年 – リチャード・ドレイファス
- 1979年 – ロバート・デ・ニーロ
- 1980年 – アラン・アルダ
- 1981年 – ジョン・トラボルタ
- 1982年 – ジェームズ・キャグニー
- 1983年 – スティーヴン・スピルバーグ
- 1984年 – ショーン・コネリー
- 1985年 – ビル・マーレイ
- 1986年 – シルヴェスター・スタローン
- 1987年 – ミハイル・バリシニコフ
- 1988年 – スティーヴ・マーティン
- 1989年 – ロビン・ウィリアムズ
- 1990年 – ケビン・コスナー
- 1991年 – クリント・イーストウッド
- 1992年 – マイケル・ダグラス
- 1993年 – チェビー・チェイス
- 1994年 – トム・クルーズ
- 1995年 – トム・ハンクス
- 1996年 – ハリソン・フォード
- 1997年 – メル・ギブソン
- 1998年 – ケヴィン・クライン
- 1999年 – サミュエル・L・ジャクソン
- 2000年 – ビリー・クリスタル
- 2001年 – アンソニー・ホプキンス
- 2002年 – ブルース・ウィリス
- 2003年 – マーティン・スコセッシ
- 2004年 – ロバート・ダウニー・Jr
- 2005年 – ティム・ロビンス
- 2006年 – リチャード・ギア
- 2007年 – ベン・スティラー
- 2008年 – クリストファー・ウォーケン
- 2009年 – ジェームズ・フランコ
- 2010年 – ジャスティン・ティンバーレイク
- 2011年 – ジェイ・レノ
- 2012年 – ジェイソン・シーゲル
- 2013年 – キーファー・サザーランド
- 2014年 – ニール・パトリック・ハリス
- 2015年 – クリス・プラット
- 2016年 - ジョセフ・ゴードン＝レヴィット
- 2017年 - ライアン・レイノルズ
- 2018年 - ポール・ラッド
- 2019年 - マイロ・ヴィンティミリア
- 2020年 - ベン・プラット（英語版）